# Ñorquincó
Ñorquincó ist die Hauptstadt des Departamento Ñorquincó in der Provinz Río Negro im südlichen Argentinien.

## Geschichte
Durch Beschluss der Nationalregierung wurde am 16. November 1901 im Departamento Ñorquincó ein Ort gleichen Namens gegründet.